# Discophora simplex
Discophora simplex är en fjärilsart som beskrevs av Otto Staudinger 1889. Discophora simplex ingår i släktet Discophora och familjen praktfjärilar. Inga underarter finns listade i Catalogue of Life.